# Ciclismo nos Jogos Olímpicos de Verão de 2024 - Perseguição por equipes feminino
A prova de perseguição por equipes feminino do ciclismo nos Jogos Olímpicos de Verão de 2024 ocorreu em 6 e 7 de agosto de 2024 no Velódromo de Saint-Quentin-en-Yvelines, em Montigny-le-Bretonneux. Um total de 44 ciclistas de 10 Comitês Olímpicos Nacionais (CON) participaram do evento.

## Qualificação
Cada Comitê Olímpico Nacional (CON) poderia inscrever uma equipe de quatro ciclistas (e eventuais reservas) na perseguição por equipes. As vagas são atribuídas ao CON, que seleciona as ciclistas. A qualificação se deu inteiramente através do ranking olímpico da União Ciclística Internacional (UCI) de 2022–24. Os oito primeiros CONs do ranking se classificam para o evento, onde também qualificaram automaticamente uma equipe para a disputa do madison.

## Formato
A perseguição por equipes envolve duas equipes de quatro ciclistas. Cada equipe começa em lados opostos da pista. Existem duas maneiras de vencer: terminando as 16 voltas (4 km) antes que a outra equipe o faça ou pegue a outra equipe fazendo com que leve uma volta. O tempo de cada equipe é determinado pela terceira ciclista a cruzar a linha de chegada; a quarta ciclista não precisa terminar. O evento consiste em três fases:
- Classificatórias: cada equipe faz um tempo contra o relógio para a classificação. Apenas as quatro primeiras equipes seguem na disputa pela medalha de ouro; as equipes subsequentes (quinto ao oitavo lugar) seguem apenas na disputa pelo bronze.
- Primeira rodada: quatro baterias de duas equipes cada. As quatro primeiras equipes na qualificação são colocadas umas contra as outras (1 contra 4, 2 contra 3) da mesma forma que as quatro últimas (5 contra 8, 6 contra 7). Os vencedores da chave superior avançam para a disputa pelo ouro. As outras seis equipes são classificadas por tempo e avançam para as finais com base nessas classificações.
- Finais: quatro finais, cada uma com duas equipes. Há a final pela medalha de ouro (consequentemente definindo a prata), uma final pelo bronze e finais pelo quinto e sétimo lugares.

## Calendário
Horário local (UTC+2)
| Data                | Hora  | Fase             |
| ------------------- | ----- | ---------------- |
| 6 de agosto de 2024 | 17:30 | Classificatórias |
| 7 de agosto de 2024 | 13:52 | Primeira rodada  |
| 7 de agosto de 2024 | 18:57 | Finais           |

## Medalhistas
|  | USA Estados Unidos                                           |  | NZL Nova Zelândia                                         |  | GBR Grã-Bretanha                                       |
|  | Chloé Dygert Kristen Faulkner Jennifer Valente Lily Williams |  | Bryony Botha Emily Shearman Nicole Shields Ally Wollaston |  | Elinor Barker Josie Knight Anna Morris Jessica Roberts |

## Resultados

### Classificatórias
As primeiras quatro equipes seguem na disputa pela medalha de ouro e as subsequentes (até o oitavo lugar) apenas na disputa do bronze.
| Pos. | CON                | Ciclistas                                                             | Tempo    | Notas |
| ---- | ------------------ | --------------------------------------------------------------------- | -------- | ----- |
| 1    | NZL Nova Zelândia  | Ally Wollaston Bryony Botha Emily Shearman Nicole Shields             | 4:04.679 | Q     |
| 2    | USA Estados Unidos | Jennifer Valente Lily Williams Chloé Dygert Kristen Faulkner          | 4:05.238 | Q     |
| 3    | GBR Grã-Bretanha   | Elinor Barker Josie Knight Anna Morris Jessica Roberts                | 4:06.710 | Q     |
| 4    | ITA Itália         | Letizia Paternoster Chiara Consonni Martina Fidanza Vittoria Guazzini | 4:07.579 | Q     |
| 5    | GER Alemanha       | Franziska Brauße Laura Süßemilch Lisa Klein Mieke Kröger              | 4:08.313 | Q     |
| 6    | AUS Austrália      | Georgia Baker Sophie Edwards Chloe Moran Maeve Plouffe                | 4:08.612 | Q     |
| 7    | FRA França         | Clara Copponi Valentine Fortin Marion Borras Marie Le Net             | 4:08.797 | Q     |
| 8    | CAN Canadá         | Maggie Coles-Lyster Sarah Van Dam Erin Attwell Ariane Bonhomme        | 4:12.205 | Q     |
| 9    | IRL Irlanda        | Lara Gillespie Mia Griffin Kelly Murphy Alice Sharpe                  | 4:12.447 |       |
| 10   | JPN Japão          | Yumi Kajihara Tsuyaka Uchino Mizuki Ikeda Maho Kakita                 | 4:13.818 |       |

### Primeira rodada
As vencedoras das baterias 3 e 4 seguem na disputa pelo ouro; as equipes restantes são classificadas de acordo com os tempos para a disputa pelo bronze e classificações do quinto ao oitavo lugar.

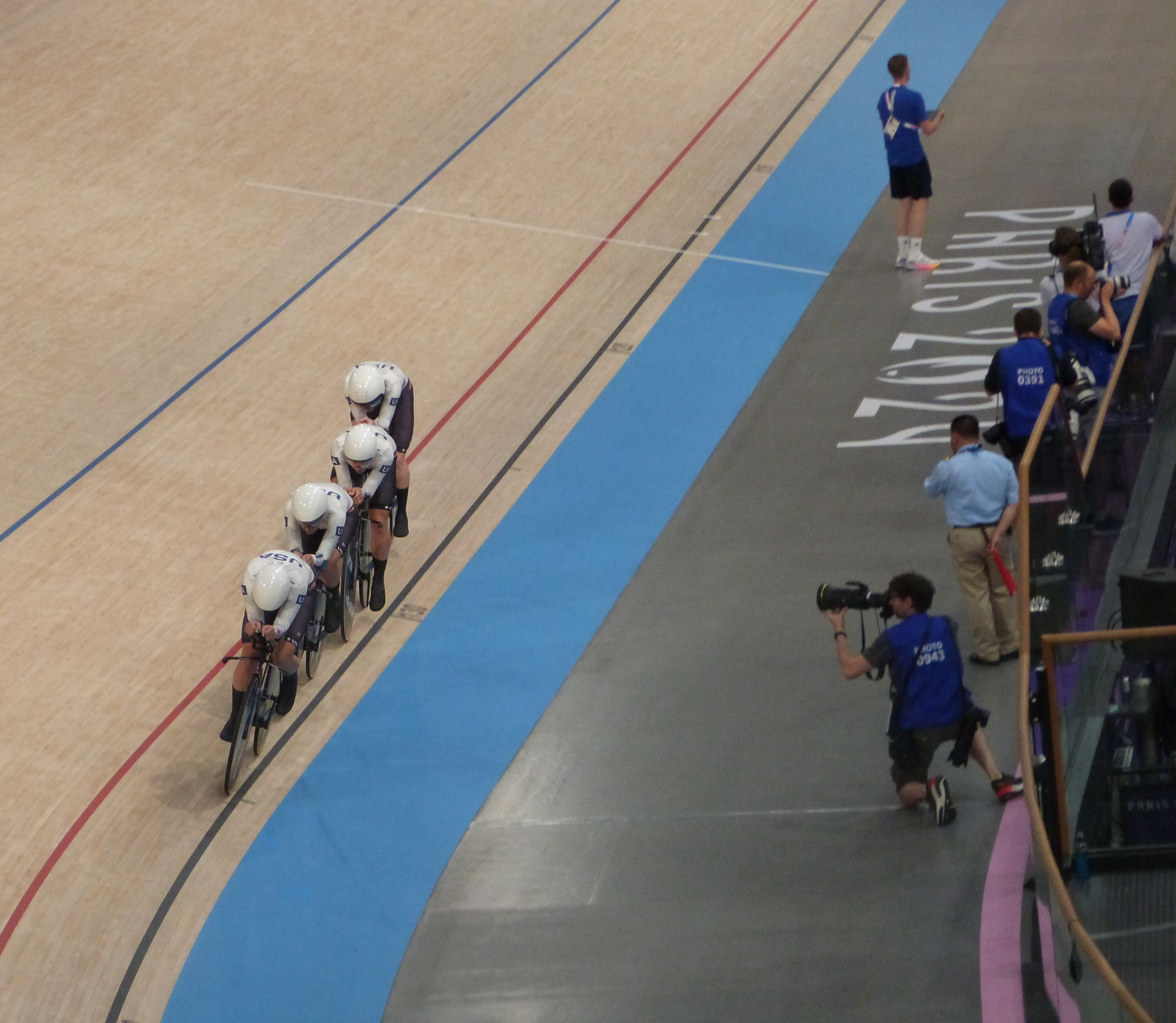
Equipe dos Estados Unidos durante a primeira rodada

| Bateria | Pos. | CON                | Ciclistas                                                           | Tempo    | Notas |
| ------- | ---- | ------------------ | ------------------------------------------------------------------- | -------- | ----- |
| 1       | 1    | FRA França         | Clara Copponi Valentine Fortin Victoire Berteau Marion Borras       | 4:08.292 |       |
| 1       | 2    | AUS Austrália      | Georgia Baker Alexandra Manly Sophie Edwards Maeve Plouffe          | 4:09.975 |       |
| 2       | 1    | GER Alemanha       | Franziska Brauße Laura Süßemilch Lisa Klein Mieke Kröger            | 4:07.908 |       |
| 2       | 2    | CAN Canadá         | Maggie Coles-Lyster Sarah Van Dam Erin Attwell Ariane Bonhomme      | 4:10.471 |       |
| 3       | 1    | USA Estados Unidos | Jennifer Valente Lily Williams Chloé Dygert Kristen Faulkner        | 4:04.629 | QO    |
| 3       | 2    | GBR Grã-Bretanha   | Elinor Barker Josie Knight Anna Morris Jessica Roberts              | 4:04.908 | QB    |
| 4       | 1    | NZL Nova Zelândia  | Ally Wollaston Bryony Botha Emily Shearman Nicole Shields           | 4:04.818 | QO    |
| 4       | 2    | ITA Itália         | Elisa Balsamo Letizia Paternoster Martina Fidanza Vittoria Guazzini | 4:07.491 | QB    |

### Finais
Cada bateria define as disputas das medalhas e das classificações do quinto ao oitavo lugar.
| Pos.                      | CON                | Ciclistas                                                       | Tempo    | Notas |
| ------------------------- | ------------------ | --------------------------------------------------------------- | -------- | ----- |
| Disputa pelo ouro         |                    |                                                                 |          |       |
| Medalha de ouro           | USA Estados Unidos | Jennifer Valente Lily Williams Chloé Dygert Kristen Faulkner    | 4:04.306 |       |
| Medalha de prata          | NZL Nova Zelândia  | Ally Wollaston Bryony Botha Emily Shearman Nicole Shields       | 4:04.927 |       |
| Disputa pelo bronze       |                    |                                                                 |          |       |
| Medalha de bronze         | GBR Grã-Bretanha   | Elinor Barker Josie Knight Anna Morris Jessica Roberts          | 4:06.382 |       |
| 4                         | ITA Itália         | Elisa Balsamo Chiara Consonni Martina Fidanza Vittoria Guazzini | 4:08.961 |       |
| Disputa pelo quinto lugar |                    |                                                                 |          |       |
| 5                         | FRA França         | Clara Copponi Valentine Fortin Marion Borras Marie Le Net       | 4:06.987 |       |
| 6                         | GER Alemanha       | Franziska Brauße Lena Charlotte Reißner Lisa Klein Mieke Kröger | 4:08.349 |       |
| Disputa pelo sétimo lugar |                    |                                                                 |          |       |
| 7                         | AUS Austrália      | Alexandra Manly Sophie Edwards Chloe Moran Maeve Plouffe        | 4:11.548 |       |
| 8                         | CAN Canadá         | Maggie Coles-Lyster Sarah Van Dam Erin Attwell Ariane Bonhomme  | 4:12.097 |       |